# Kannus kyrka

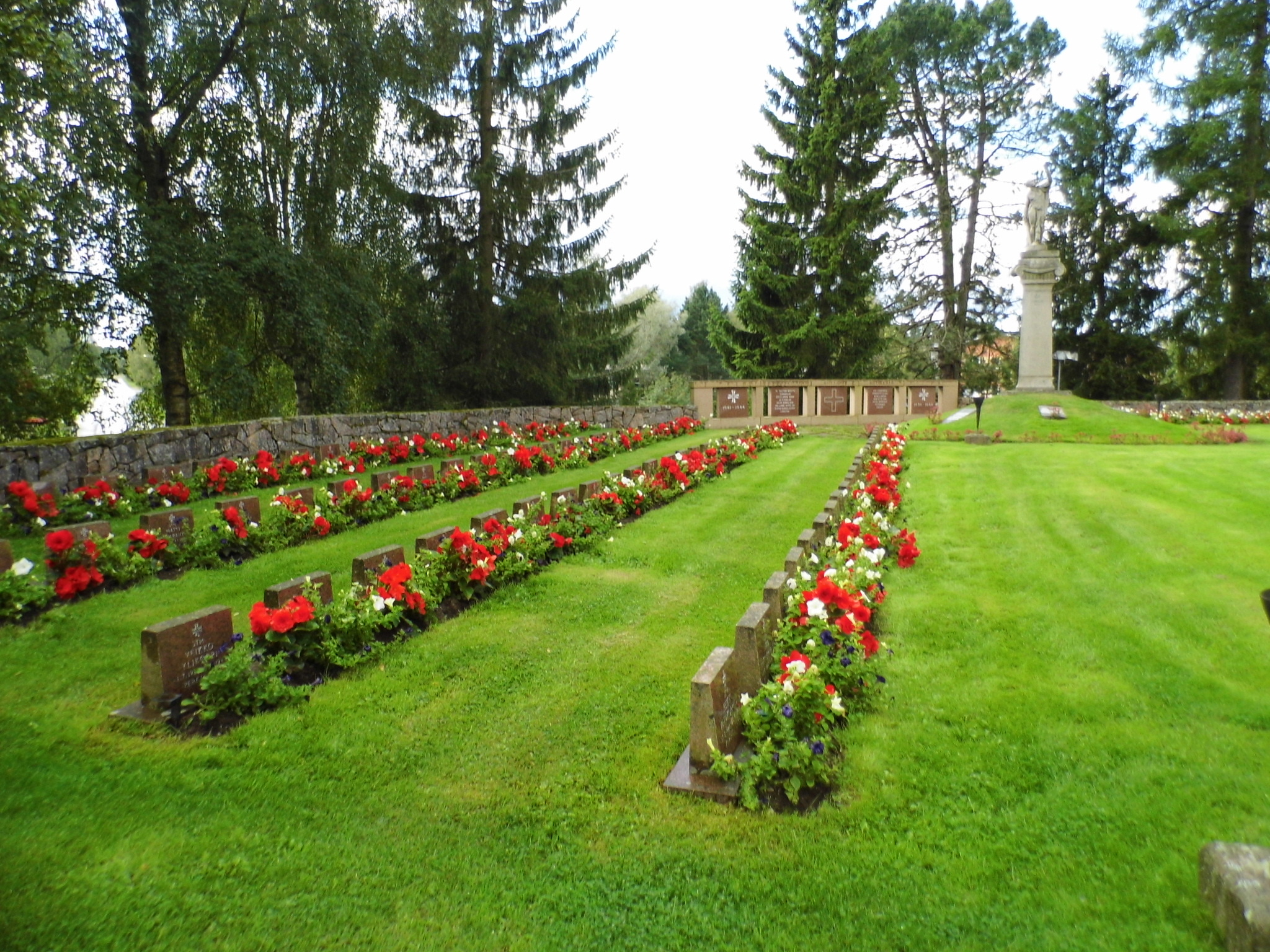
Kannus kyrka, hjältegravarna sommaren 2014.

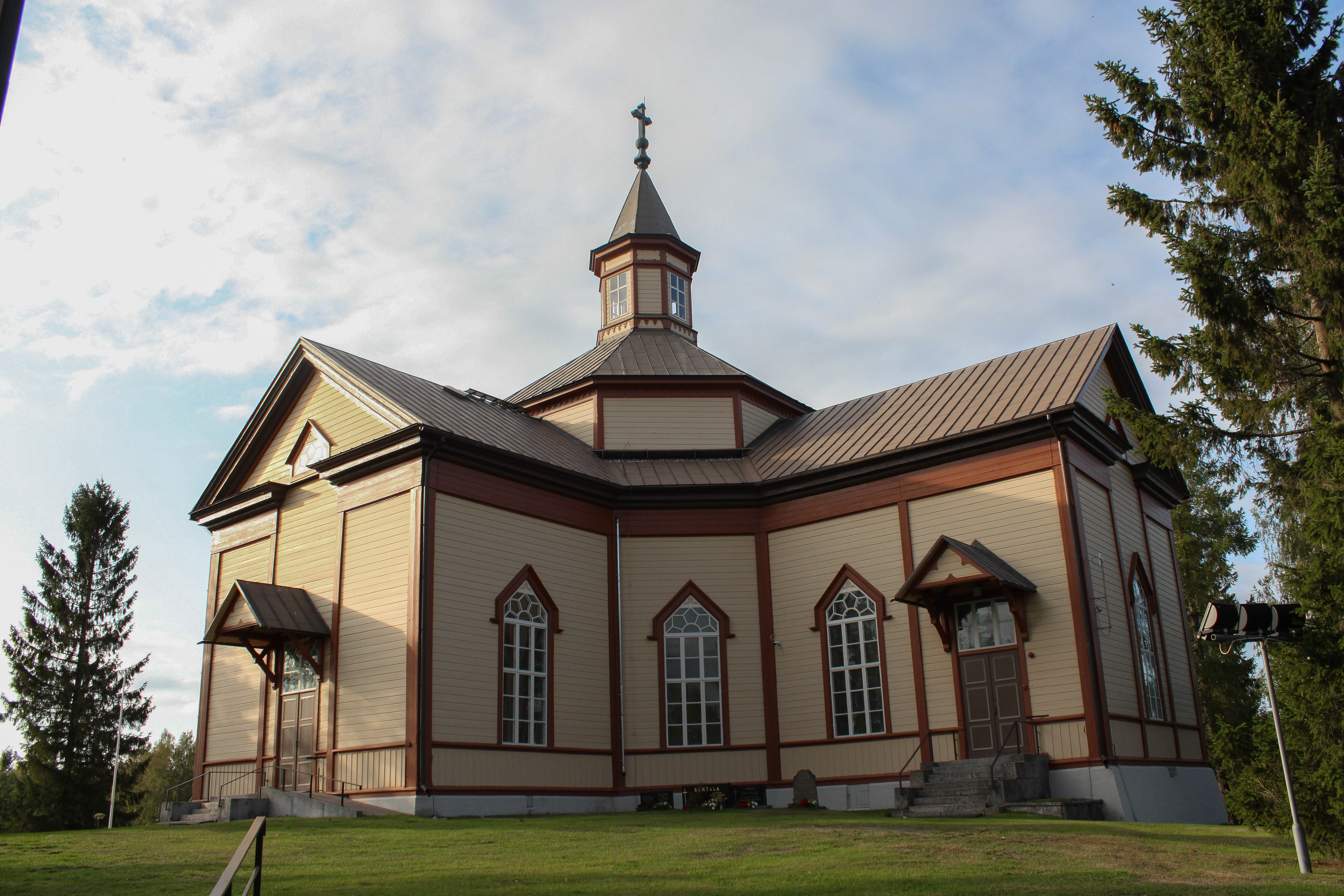
Kannus kyrka.

Kannus kyrka är en korskyrka i stock i Kannus stads centrum. Den nuvarande kyrkan, byggdes 1817 under ledning av Heikki Kuorikoski, Det är den tredje kyrkan i Kannus. Klockstapeln byggde 1817. De fick sitt nuvarande utseende vid Mikko Karjalahtis reparation från 1880. Kannus kyrka och den gamla bebyggelsen Mäkiraonmäki i anslutning till den är en del av nationellt betydelsefulla byggda kulturmiljöer.

## Historik
En permanent bosättning uppstod längs Lestijoki älv under senmedeltiden. Den första träkyrkan i Kannus från 1674 byggdes av Lauri Sämpilä från Kannus. Antalet invånare ökade kraftigt i slutet av 1700-talet. Antalet hus i Övre Kannus, eller Kannus socken, ökade mellan 1723 och 1808 från 23 till 67. Kannus kapellförsamling löd under Lochteå moderförsamling. Behovet av en större kyrka blev akut och kyrkobyggaren Matts Honga, fick i uppdrag att bygga en ny kyrka. Den stod färdig 1761. Den fick en altartavla av Michael Toppelius år 1765. Den andra kyrkan antändes av blixten den 30 eller 31 juli 1813. Undan branden lyckades man rädda altarbordet, nattvardskärlen och ett votivskepp av trä. Den nuvarande kyrkan uppfördes sedan enligt intendensämbetets planer 1815–1817. Förvaltningsmässigt skildes Kannus från Lochteå 1859 när kommunerna bildades och församlingen avskildes slutligen 1885. 
Nära kyrkan ligger Mäkiraonmäki, ett traditionellt 1800-talsbyggnadskomplex som räddades från en brand på 1930-talet. Det finns stora tvåvåningsbyggnader på södra sluttningen av kullen: bondgårdarna Jokela, Mäki-Jokela och Vaetoja, kommunkontoret Kuntala, lånemagasin och arbetarhuset byggt under de första åren av 1900-talet.

## Artefakter
Altartavlorna föreställer den korsfäste Kristus och den sista måltiden har ansetts vara Carl Fredrik Kuhlmanns verk från 1817. Men enligt en nyare studie kan svensken GW Finnbergs och JE Lindhs påverkan ses i altartavlorna. ,De var pionjärer inom konsten under den autonoma tiden. 

## Verksamhet
Numera hålls gudstjänst varje söndag i Kannus kyrka och kyrkan är vägkyrka under sommarsäsongen